# Brazilian Jiu-jitsu gi

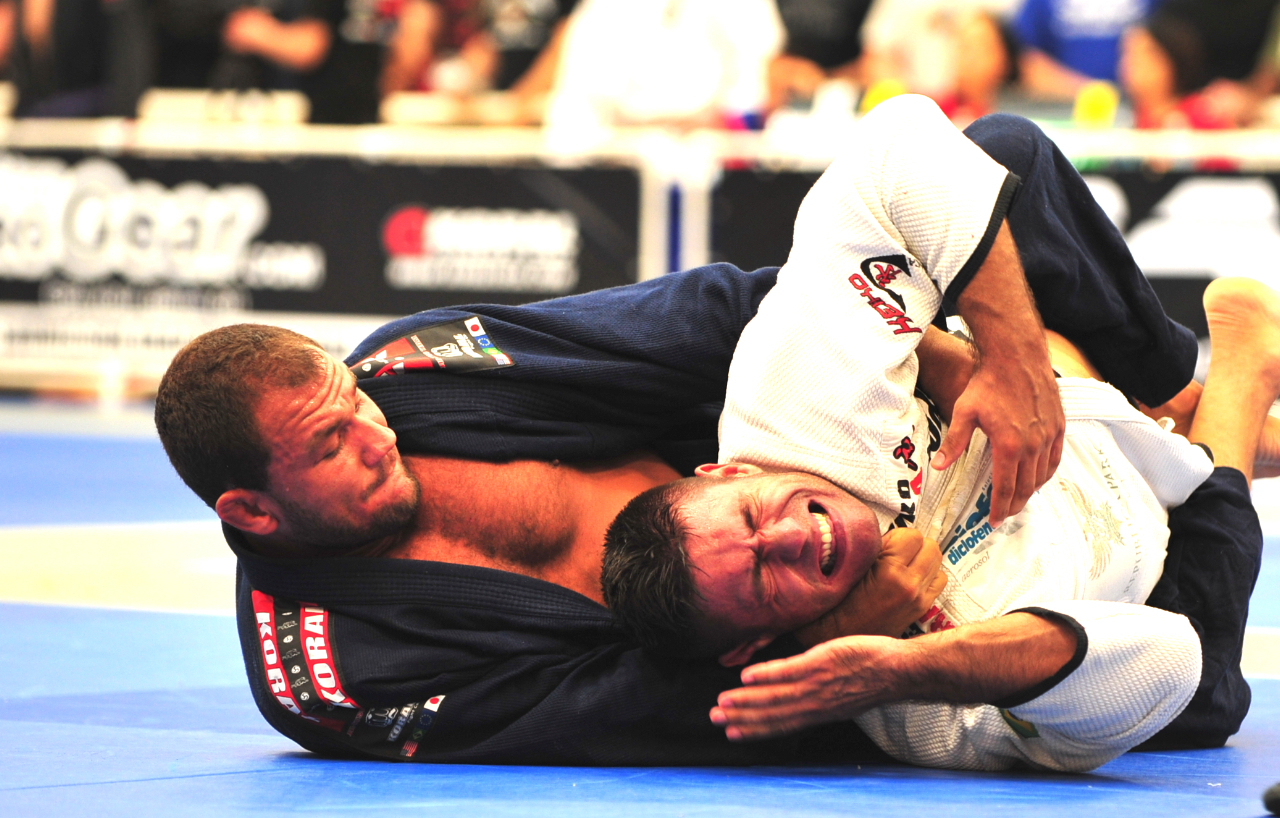
La cintura nera di BJJ Roberto "Cyborg" Abreu strangola il suo avversario utilizzando il gi nel 2009 Pan-Am Championship.

Il gi (termine derivato dalla giapponese 柔術着 jujutsu gi 'uniforme da jujutsu') utilizzato nel jiu jitsu brasiliano è un adattamento dell'uniforme comunemente usata nelle arti marziali giapponesi. Generalmente è composto da una giacca in cotone e pantalone rinforzati. Una cintura colorata è avvolta attorno alla giacca, sia per tenerla chiusa, sia per delineare il grado del praticante. Il termine kimono, sebbene filologicamente scorretto, è spesso usato per descrivere l'uniforme, intera o solo la giacca. Le misure per gli uomini seguono una gradazione di tipo (A0 - A7), ma a volte si utilizzano quelle del judo (1-7).

## Specifiche generali
Gli unici colori consentiti nei campionati internazionali sono il bianco, il nero o il blu. In alcune giurisdizioni vengono tollerati altri o tutti i colori uniformi. In alcune squadre è consuetudine che le cinture bianche indossino solamente un gi bianco, per poi poter indossare gi di qualsiasi colore una volta acquisita la cintura blu, ma non si tratta di una regola.
Secondo l'articolo 8 del regolamento della International Brazilian Jiu-Jitsu Federation (IBJJF), un gi da competizione deve conformarsi alle seguenti specifiche:
- Il gi deve essere fabbricato con il cotone o materiali simili ed essere in buone condizioni. Il materiale non deve essere eccessivamente spesso al punto da ostruire l'avversario.
- I colori ammessi sono nero, bianco o blu, e non possono essere combinati (es. giacca bianca con pantaloni azzurri ecc.)
- La giacca deve essere sufficientemente lunga da raggiungere la coscia, le maniche devono raggiungere il polso con le braccia distese di fronte al corpo. La manica deve seguire le misure ufficiali secondo l'IBJJF (effettuate dalla spalla al polso).
- La cintura deve essere larga 4–5 cm, di colore corrispondente al grado del praticante. La cintura deve essere legata attorno alla vita con un doppio nodo, abbastanza spesso da assicurare la chiusura della giacca. Una cintura estremamente rovinata o scolorita deve essere cambiata prima della competizione.
- Agli atleti non è permesso competere con kimoni strappati, maniche o pantaloni di lunghezza non appropriata, o con altri indumenti come magliette al di sotto del kimono (eccezione per le donne).
- A un praticante di BJJ non è consentito di colorare il suo gi. Si possono fare eccezioni per le competizioni a squadre.

Oltre a questi requisiti, nessun accessorio deve essere abbinato ad un gi utilizzato in un torneo.
Uno speciale attrezzo per controllare il gi è spesso utilizzato per determinare misure accettabili e l'adesione alle stesse del gi. Questo attrezzo ricorda un blocco di legno 3.5 cm x 2.5 cm x 15 cm con un taglio nel mezzo ed è utilizzato per misurare le seguenti:
- Il bavero della giacca deve essere largo 5 cm.
- Devono esserci almeno 7 cm di spazio dal fondo del polso dell'atleta al fondo della manica.
- Il bavero della giacca non deve essere più spesso di 1.3 cm.

### Loghi
Secondo l'articolo 13 del regolamento dell'IBJJF,, sul gi possono essere applicati stemmi o loghi in tessuto (patches) su tredici differenti posizioni stabilite sempre dal regolamento.

## Differenze col Judogi
Il gi da BJJ è simile al jūdōgi ma con alcune piccole differenze. Le regole del BJJ permettono orli più spessi per pantaloni e maniche, mentre la parte del gi che sporge al di sotto della cintura è più corta. Ciò permette al praticante di avere una veste più aderente, con meno materiale manipolabile da un avversario. Squadre, sponsor e marchi di fabbrica sono spesso molto più esposti su di un gi da BJJ di quanto è ammesso nel judo. Un judogi può essere a volte indossato per tornei di BJJ, ma un gi da Jiu-Jitsu non incontra le linee guida per i tornei di judo.